# Alfred Meyer (Mediziner, 1895)
Alfred Meyer (* 3. Februar 1895 in Krefeld; † 27. September 1990 in London) war ein deutsch-britischer Psychiater und Neurologe sowie Neuropathologe.

## Leben und Tätigkeit
Nach dem Schulbesuch studierte Meyer ab 1913 Medizin in Bonn, München und Freiburg. Außerdem erhielt er eine pianistische Ausbildung bei Clara Schumann.
Von 1914 bis 1918 nahm Guttmann als Unterfeldarzt am Ersten Weltkrieg teil, wobei er überwiegend in Seuchenlazaretten zum Einsatz kam. Anschließend schloss er seine Ausbildung in Bonn ab. Zu seinen Lehrern gehörten Nissl, Bielschowsky und Walther Spielmeyer. 1920 bestand er das medizinische Staatsexamen. Im selben Jahr promovierte er zum Dr. med.
1920 trat Meyer als Assistent in die Psychiatrischen- und Nervenklinik der Universität Bonn ein, wo er bis 1933 forschte und lehrte. Von 1924 bis 1932 war er zudem jeweils im Sommer für die Anatomische Abteilung des von seinem alten Lehrer Spielmeyer geleiteten Max-Planck-Instituts für Psychiatrie in München tätig. Während dieser Jahre forschte er über Anoxie und anoxische Intoxikationen.
1925 habilitierte Meyer sich in Bonn, so dass er fortan als Privatdozent (für Neurologie und Psychiatrie) firmierte. 1929 wurde er in Bonn zum Oberarzt und Vertreter des Direktors der Psychiatrischen- und Nervenklinik ernannt. 1931 folgte die Ernennung zum nichtbeamteten außerordentlichen Professor.
Von 1920 bis 1933 lehrte Meyer als Privatdozent bzw. als außerordentlicher Professor.
Nach dem Machtantritt der Nationalsozialisten wurde Meyer aufgrund seiner nach nationalsozialistischen Maßstäben jüdischen Abstammung als „Volljude“ gemäß den Bestimmungen des Gesetzes über die Wiederherstellung des Berufsbeamtentums die Lehrbefugnis entzogen und in den Ruhestand versetzt.
1934 ging Meyer als Emigrant nach Großbritannien, wo er eine Stellung am Maudsley Hospital in London fand. Wie seine Kollegen Erich Guttmann und Mayer-Gross konnte er dort zunächst mit Hilfe eines Stipendiums des Academic Assistance Council und dann (ab 1935) mit Hilfe der Rockefeller-Stiftung forschen. In Großbritannien arbeitete er mit Denis Hill und Elisabeth Beck zusammen.
1949 erhielt Meyer einen Lehrstuhl für Neuropathologie am Institute of Psychiatry des Maudsley Hospital (Universität London), den er bis 1956 innehatte. In den 50er-Jahren u. a. Zusammenarbeit mit dem Neurologen Sir Charles Putnam Symonds, dem Psychiater Sir Denis Hill, dem neuseeländischen Neurochirurgen Murray A. Falconer und der technischen Assistentin und Neuropathologin Elisabeth Beck mit zunehmender Beschäftigung mit der Pathologie von Temporallappenepilepsien und speziell der Ammonshornsklerose.
Aufgrund einer beidseitigen Ertaubung 1956 vorzeitige Emeritierung, aber weitere wissenschaftliche Aktivität und Publikationen. Im Ruhestand war er als Professor Emeritus Honorary Research Associate am Department of Neuropathology des Institute of Psychiatry des Maudsley Hospitals.
Meyer verfasste Arbeiten über Leukotomie und Temporallappenepilepsie.

## Schriften
- Entmündigung bei chronischer Paranoia. Dissertation. 1920.
- Frederick Mott, Founder of the Maudsley Laboratories. In: British Journal of Psychiatry. Band 122, 1973, S. 497–516.